# Ljørslev Sogn
Ljørslev Sogn er et sogn i Morsø Provsti (Aalborg Stift).
I 1800-tallet var Ørding Sogn anneks til Ljørslev Sogn. Begge sogne hørte til Morsø Sønder Herred i Thisted Amt. Ljørslev-Ørding sognekommune blev ved kommunalreformen i 1970 indlemmet i Morsø Kommune.
I Ljørslev Sogn ligger Ljørslev Kirke.
I sognet findes følgende autoriserede stednavne:
- Centrum (bebyggelse)
- Gammelør (bebyggelse)
- Højris (ejerlav, landbrugsejendom)
- Ljørslev (bebyggelse, ejerlav)
- Odgårde (bebyggelse)
- Vittrup Gårde (bebyggelse)